# チェスキー・フォーセク

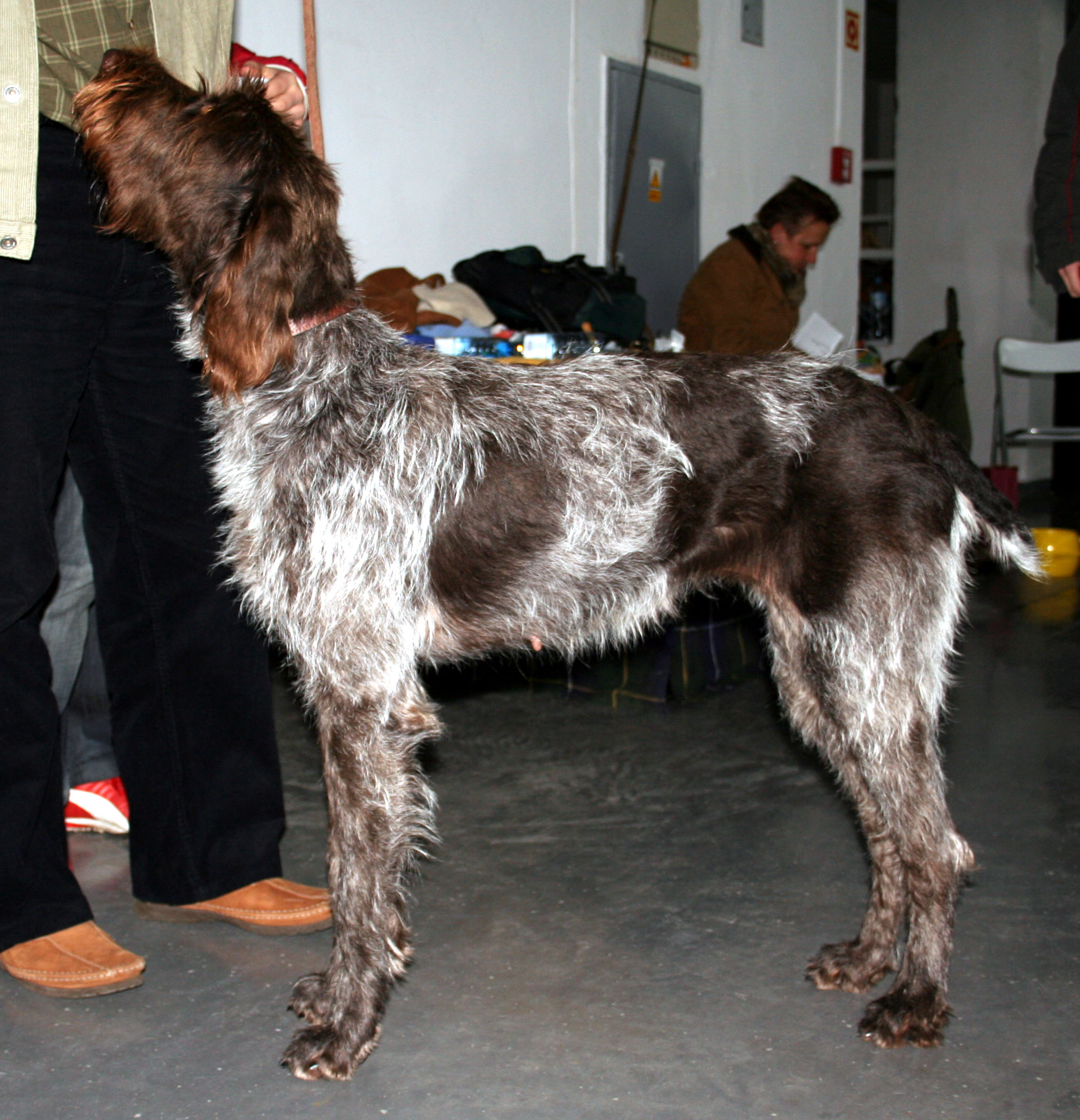
チェスキー・フォーセク

チェスキー・フォーセク（英：Cesky Fousek）は、チェコ原産のポインター犬種のひとつである。別名はボヘミアン・ポインター（英：Bohemian Pointer）、ラフコーテッド・ボヘミアン・ポインター（英：Rough-coated Bohemian Pointer）、チェスキー・ポインター（英：Cesky Pointer）、ベーミッシュ・ラウバールド（英：Bohmisch Rahbart）など。

## 歴史
15世紀ごろから存在していた、かなり古いポインター犬種である。ボヘミア王国及びチェコで人気のあった犬種で、鳥猟に広く用いられていた。鳥を嗅覚で捜索し、発見するとポインティングを行って主人に知らせた。それをもとに主人が猟銃で鳥を撃ち落し、落ちてきたらそれを回収（レトリーヴ）することも本種の仕事である。
第二次世界大戦が起こった際には頭数が激減し、絶滅の危機に陥った。このため、絶滅を防ぎ、犬質を向上させる目的でジャーマン・ワイアーヘアード・ポインターなどが少し異種交配された。その結果なんとか犬種を維持することに成功し、生き延びることが出来た。
その後19世紀後半にスタンダード（犬種基準）が再確立され、1963年にFCIに公認登録され、世界的に知られることになった。
現在もチェコでは最も人気のある犬種のひとつであることに代わりはなく、昔からの人気を保ち続けている。多くは実猟犬やショードッグとして飼育されていて、ペットとして飼われているものはやや少ない。知名度はあるものの、チェコ国外ではあまり飼育されていない。

## 特徴

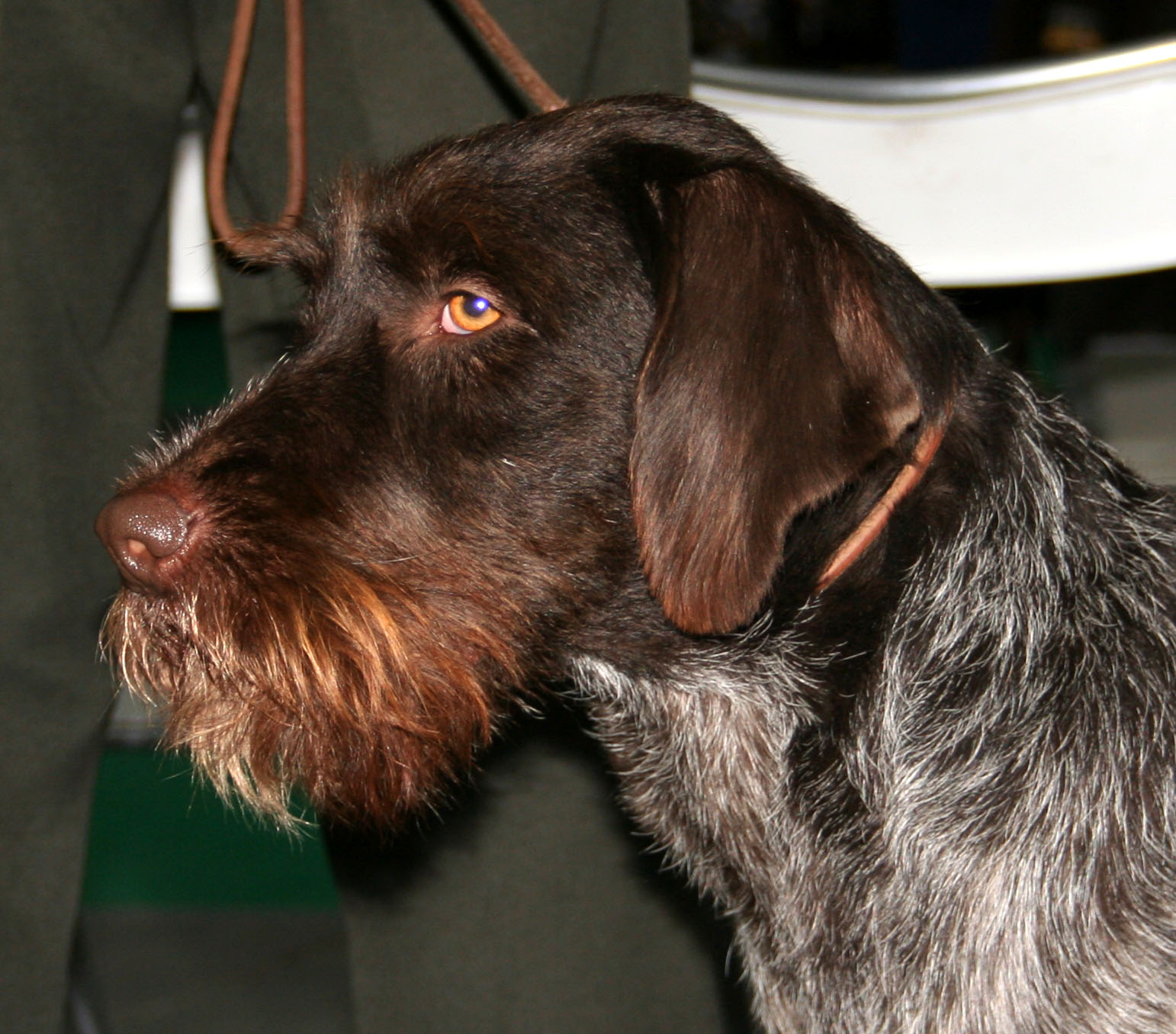
チェスキー・フォーセクの顔

硬く少し長いラフコートを持った犬である。このコートは丈夫で、茂みや雨風、寒さや土煙から身を守るのに適している。口髭や顎鬚、眉毛がふさふさしていて長く、まるで老人や賢者を思わせるような顔立ちをしていることが本種一番の特徴である。毛色はブラウン・ローンを地としてブラウンやホワイトの斑やマーキングが入ったものなど。ブラウンの斑は顔や背などに、ホワイトの斑は眉毛やマズル、ブレーズ、尾先などに入りやすい。筋肉質で引き締まった体つきで、首と脚が長い。目は小さめで耳は垂れ耳、尾は飾り毛のない垂れ尾だが、半分から3分の2ほどの長さに断尾されることもある。体高58〜66cm、体重22〜34kgの大型犬で、性格は忠実で仕事熱心である。種族の性質上、攻撃性は基本的に低く自制心が強く、主人家族やそれらと親しい人・犬とは仲良くすることが出来る。然し、本来狩猟の対象である鳥や小動物に対してはそうは行かず、獲物とみなしてしまうので注意が必要である。しつけもよく入り、外見同様に賢い犬種ではあるが、運動量は非常に多いため、長時間の散歩や遊んであげる時間が取れない人には飼いにくい。だが、運動量が多い点を容認すれば、家庭犬と
して迎えるのもそう難しくはないとされる。かかりやすい病気は関節疾患やコートが目に入って起こりやすい眼疾患などがある。